# Калис (Мэн)
Ка́лис (англ. Calais [ˈkælɪs]) — город в округе Вашингтон, штат Мэн, США. Является крупнейшим по численности населения городом округа. Согласно данным переписи населения США 2010 года, население города составляет 3123 человека.

## История
До прихода европейцев территория округа была населена представителями индейского племени пассамакводди. Первыми европейцами, проникшими в эти места, были французы. В 1604 году на острове Сен-Круа, расположенном посреди одноимённой реки, зимовали участники экспедиции путешественника Самюеля де Шамплена. Первым английским поселенцем, прибывшим в низовья Сен-Круа в 1779 году, был выходец из города Джонсборо Дэниел Хилл. Им был построен первый дом, а также возведена первая лесопилка.
16 июня 1809 года Калис получил самоуправление, а 18 ноября 1850 году — статус города (city). Своё название город получил в честь французского морского порта Кале.
Калис является городом, где была проложена первая в штате Мэн железная дорога, официально зарегистрированная властями в 1832 году.

## География
Город находится в юго-восточной части штата, на правом берегу реки Сент-Круа, вблизи государственной границы с Канадой, на расстоянии приблизительно 213 километров к северо-востоку от Огасты, административного центра штата. Абсолютная высота — 8 метров над уровнем моря.
Согласно данным бюро переписи населения США, площадь территории города составляет 103,86 км², из которых, 88,89 км² приходится на сушу и 14,97 км² (то есть 14,41 %) на водную поверхность.
Климат Калиса влажный континентальный (Dfb в классификации климатов Кёппена), с морозной, снежной зимой и теплым летом.

## Демография
По данным переписи населения 2010 года в Калисе проживало 3123 человека (1508 мужчин и 1615 женщин), 771 семья, насчитывалось 1403 домашних хозяйства и 1737 единиц жилого фонда. Средняя плотность населения составляла около 35,13 человека на один квадратный километр.
Расовый состав города по данным переписи распределился следующим образом: 95,45 % — белые, 0,54 % — афроамериканцы, 1,28 % — коренные жители США, 0,61 % — азиаты, 0,42 % — представители других рас, 1,7 % — две и более расы. Число испаноязычных жителей любых рас составило 1,44 %.
Из 1403 домашних хозяйств в 25,3 % — воспитывали детей в возрасте до 18 лет, 38,8 % представляли собой совместно проживающие супружеские пары, в 11,2 % семей женщины проживали без мужей, в 4,9 % семей мужчины проживали без жён, 45 % не имели семьи. 39,9 % от общего числа семей на момент переписи жили самостоятельно, при этом 20,3 % составили одинокие пожилые люди в возрасте 65 лет и старше. Средний размер домашнего хозяйства составил 2,12 человека, а средний размер семьи — 2,8 человека.
Население города по возрастному диапазону по данным переписи 2010 года распределилось следующим образом: 19,7 % — жители младше 18 лет, 9,9 % — между 18 и 24 годами, 20 % — от 25 до 44 лет, 29,9 % — от 45 до 64 лет и 20,5 % — в возрасте 65 лет и старше. Средний возраст жителей составил 45,3 года.